# Lista światowego dziedzictwa UNESCO w Watykanie
Lista światowego dziedzictwa UNESCO w Watykanie – lista miejsc w Watykanie wpisanych na listę światowego dziedzictwa UNESCO, ustanowionej na mocy Konwencji w sprawie ochrony światowego dziedzictwa kulturowego i naturalnego, przyjętej przez UNESCO na 17. sesji w Paryżu 16 listopada 1972 i ratyfikowanej przez Watykan 7 października 1984 roku.
Obecnie (stan na 2022 rok) na liście znajdują się 2 obiekty o charakterze dziedzictwa kulturowego.
Na watykańskiej liście informacyjnej UNESCO – liście obiektów, które Watykan zamierza rozpatrzyć do zgłoszenia do wpisu na listę światowego dziedzictwa – znajduje się 0 obiektów (stan na 2022 rok).

## Obiekty na liście światowego dziedzictwa UNESCO
Poniższa tabela przedstawia watykańskie obiekty na liście światowego dziedzictwa UNESCO:
Nr ref. – numer referencyjny UNESCO
Obiekt – polskie tłumaczenie nazwy wpisu na liście wraz z jej angielskim oryginałem
Położenie – miasto, współrzędne geograficzne
Typ – klasyfikacja według Komitetu Światowego Dziedzictwa:
- kulturowe (K)
- przyrodnicze (P)
- kulturowo–przyrodnicze (K,P)

Rok wpisu – roku wpisu na listę i rozszerzenia wpisu
Opis – krótki opis obiektu wraz z informacjami o jego zagrożeniu.
     Wpisy transgraniczne
| Nr ref. | Obiekt | Zdjęcie | Położenie                                                                    | Typ                    | Rok       | Opis |
| ------- | --- | ------- | ---------------------------------------------------------------------------- | ---------------------- | --------- | --- |
| 91      | Zespół zabytkowy Rzymu, dobra Stolicy Apostolskiej leżące na terenie Rzymu, korzystające z prawa eksterytorialności i kościół Św. Pawła za Murami Historic Centre of Rome, the Properties of the Holy See in that City Enjoying Extraterritorial Rights and San Paolo Fuori le Mura |         | Miasto Stołeczne Rzym, Watykan 41°53′24,8″N 12°29′32,3″E/41,890222 12,492306 | K (i)(ii)(iii)(iv)(vi) | 1980 1990 | Historyczne centrum Rzymu, gdzie znajdują się zabytki starożytności m.in. Forum Romanum, mauzoleum Augusta, kolumna Trajana, kolumna Marka Aureliusza, Panteon, liczne budowle sakralne i administracji papieskiej, m.in. Pałac Kancelaryjny, Lateran, bazylika św. Pawła za Murami. Wpis transgraniczny z Włochami. |
| 286     | Miasto Watykan Vatican City |         | Watykan 41°54′14″N 12°27′11″E/41,903889 12,453056                            | K (i)(ii)(iv)(vi)      | 1984      | Państwo–miasto Watykan posiada unikalną kolekcję arcydzieł artystycznych i architektonicznych. W jego centrum znajduje się m.in.: bazylika św. Piotra, pałac Sykstusa V, pałac Grzegorza XIII czy kaplica Sykstyńska.                                                                                                |